# Lanteri
Lanteri es una comuna argentina, ubicada en el noreste de la provincia de Santa Fe, en el centro oeste del departamento General Obligado, a 374 km de la capital provincial. Se encuentra a 12,8 km al oeste de la localidad de Las Garzas y de la Ruta Nacional n.º11, unida a ella por la Ruta Provincial n.º97/S que también empalma al oeste con la Ruta Provincial n.º31/S a los 6 km con en el Paraje denominado El Algarrobal, desde donde hacia el norte, se comunica con las localidades de Villa Ana, Tartagal (Santa Fe), Intiyaco (Santa Fe) y hacia el Sur con el Paraje Flor de oro, Santa Ana (Santa Fe), Moussy (Santa Fe) y Ciudad de Avellaneda (Santa Fe).
El distrito posee 37 014 hectáreas o 371 km cuadrados. Limita al norte con el distrito de Ingeniero Chanourdie, al oeste con el distrito de Tartagal (Santa Fe) y La Sarita (Santa Fe) (Teniendo como límite interdistrital el Arroyo El Rey), al sur con la Ciudad de Avellaneda (Santa Fe), al sureste con la Comuna de Guadalupe Norte y al este con la Comuna Las Garzas.

## Bandera de la Comuna Lanteri
La bandera de la Comuna Lanteri o Bandera Comunal/Distrital, es junto con el escudo comunal, uno de los símbolos locales de la comunidad y está basada en la bandera creada por el odontólogo Javier José Sandrigo, quien la diseñó con los colores patrios que presentan y representan la Bandera de la República Argentina y la Bandera de la Provincia de Santa Fe, como así también el Escudo de la República Argentina.

La fundamentacion resume historia de todo tipo, actividades productivas, naturaleza, medio ambiente, valores importantes para la sociedad
- El Color celeste del fondo nos representa como Nación Argentina.
- Los Colores Rojo, Blanco y Azul, nos representa como Provincia de Santa Fe.
- El Grupo de Estrellas, la mayor de color amarillo como el sol, nos representa como pueblo de Lanteri, sede comunal;las seis estrellas menores de color blanco, representa las comunidades que componen nuestro distrito, contirubuyendo con importantes ingresos económicos que hacen crecer mas a Lanteri en una relación de mutuo enriquecimiento teniendo en cuenta los centros educativos que enmarcan a cada una: Flor de Oro, Siete Provincias, Campo Bonazzola, Fortín Arenales, Las Taperitas y La Británica.
- Los Laureles, además de representar la libertad, representa también nuestro deseo de mantener el equilibrio del medio ambiente que esta estrechamente relacionado con nuestras principales actividades económicas: Agricultura y Ganadería.
- Las Vías del Ferrocarril, representa nuestra historia y surgimiento de los asentamientos poblacionales.

Sandrigo Javier Jose. Fundamentacion presentada en el Concurso Seudónimo J.J.S.2005

Fue enarbolada por primera vez en el pueblo el 15 de octubre de 2005, cuyo acto se llevó a cabo en el festival día de la madre de la localidad, en el predio ubicado sobre esquina Servando Bayo y Avenida Santa Fe.

### Diseño y Simbología
- Color Celeste (de fondo): Representa la República Argentina. su origen y simbología es la misma que la Bandera de Argentina creada por el General Manuel Belgrano, cuyas teorías se inclinó por:

"Los colores de la Orden de Carlos III, de la Casa de Borbon, la cual gobernaba España. De esta presea o condecoración surgió luego, durante las Invasiones Inglesas, la Escarapela de Argentina y penacho del Regimiento de Patricios. Y los colores de la tradicionales vestes de la advocación de la Virgen Maria y por el manto de la Inmaculada Concepción de La Virgen".
- Estrella Dorada: Representa el Pueblo de Lanteri, su cabecera y capital administrativa y posee la misma simbología que el Sol de Mayo o Sol Incaico, que representa a la Revolución de Mayo -gestada en la nubosa y lluviosa jornada llevada a cabo en la ciudad de Buenos Aires, el 25 de mayo de 1810, en que asomó el sol en el cenit dando comienzo al proceso de independencia del Virreinato del Río de La Plata del Reino de España- y al dios del sol inca, Inti que es un sol figurado con rostro humano, de color oro amarillo con treinta y dos rayos.
- Estrellas Blancas (Seis): Representa cada una de las instituciones educativas que se encuentran esparcidas por todo el territorio del distrito y que se denominan Paraje, ellos son seis (6), La Británica, Flor de Oro, La Estancia Bonazzola, Las Taperitas y Siete Provincia.Posee la misma simbología que la franja horizontal blanca de la Bandera de Argentina.

"Las tres franjas verticales, provienen de la Bandera de la Provincia de Santa Fe y representa el provincialismo, como también representa el mismo simbolismo en sus colores"
- Franja Roja (Vertical): Representa el Federalismo
- Franja Blanca (Vertical): Representa la pureza del hombre
- Franja Azul (Vertical): Representa la República Argentina
- Laureles (Verdes): Representa las actividades económicas predominantes de la localidad (Agricultura y Ganadería) y su compromiso con el Medio Ambiente, además de representar La Láurea del Escudo de la República Argentina (o los laureles) dispuestos como coronando la cabeza de todo argentino representan la victoria y triunfo en el logro de la independencia, y como reza el Himno, deben ser mantenidos.
- Vías del Ferrocarril: Representa el origen del progreso de la comunidad enmarcado en el trazado de las vías del Ferrocarril General Belgrano.

## Población
Cuenta con 2559 habitantes (Indec, 2010), lo que representa cambio frente a los 2884 habitantes (Indec, 2001) del censo anterior.
| Gráfica de evolución demográfica de Lanteri entre 1991 y 2010 |
|                                                               |
| Fuente: Censos nacionales del INDEC                           |

## Santa Patrona
- Nuestra Señora del Rosario, festividad: 7 de octubre

## Comienzos de la Comunidad
En 1869,el 17 de septiembre, el Congreso Nacional concedía con fuerza de ley a D. Sabino Tripoty seis leguas de frente con seis leguas de fondo, teniendo por límites naturales:
-El Este, el río Parana
- Al Sur, el arroyo El Rey
En 1872, el 28 de septiembre, por Ley n.º9093,se concedio a D. José Vatry doce leguas cuadradas, dos de en sentido N-S y seis en sentido E-O, partiendo del Arroyo El Rey, frente al antiguo pueblo de San Jeronimo.
En 1873, el 3 de septiembre según Ley n.º643, se le otorga a la firma Burckhardt y Cia. la concesión de 100 leguas cuadradas (50 196x50 196 metros)(Desde 1857 eran de 5196 metros, hasta 1878 donde el estado nacional adoptó a 5000 metros) hacia el norte de la concesión del Sr. Sabino Tripoty (cuyo director fue el Sr. Vatry José). Es decir un territorio que se extiende desde el Timbo (Límite norte, el límite sur de la Colonia Nacional Pte. Nicolás Avellaneda) hasta la actual Ciudad de Villa Ocampo.
En 1874, el 6 de octubre, fue promulgada una Ley donde se creaban tres nuevas colonias, Resistencia (Chaco), Las Toscas (Santa Fe) y El Timbo (Santa Fe), esta última, su superficie abarcaba desde el límite noreste (N.E.) de la Colonia Nacional Presidente Nicolás Avellaneda y parte de lo que hoy es la Comuna Las Garzas (Santa Fe), con un total de 10 192 hectáreas.
Entre 1880-1882, dentro de lo que hoy es el distrito Lanteri, más precisamente en la localización del paraje Flor de Oro, el general Obligado instaló un fortín, denominado Fortín Arenales. Siendo este el primer antecedente ocupacional con fines de conquista y colonización del territorio de la actual jurisdicción de la Comuna Lanteri.

Próximo al costado Oeste de la sección, hay otro camino que cruza la parte N.O. de la Colonia Pte. Avellaneda y actualmente es recorrido por los carros que se ocupan de la conducción de la madera que se labra en lo obrajes que existen cerca de aquel costado, y por los soldados que van de Reconquista al Fortín Coronel Arenales, recientemente establecido y a poco mas de media legua al oeste del Lote 60 
Domingo Orlandini. Diligencia de mensura de una Sección de 10 000 Has., en el Territorio del Chaco

El Coronel Obligado, desde su Comandancia de la Frontera Norte, dispuso de la construcción de tres fuertes, cada uno con capacidad suficiente para alojar a 25 hombres, teniendo corral y pozo correspondiente... El tercero el mas distante, actualmente en la jurisdiccion de la Comuna de Lanteri, que se llamo Fortín Coronel Arenales
Manuel CracognaLibro La Colonia Nacional Pte. Avellaneda y su Tiempo, 1ra Parte, Pag.156 

Citando un informe del Agrimensor Domingo Orlandini: Frente al lote 60 de la primera mensura y a poco mas de media legua (3000-3600 metros) se encontraría en asiento del Fortín Arenales
Francisco Geymonat Edición 4,17-05-1986, Pag. 6

En 1883, el 7 de julio el gobierno de la Provincia de Santa Fe, ordenó la mensura de 10 000 hectáreas en la zona denominada Las Garzas.El 22 de noviembre del mismo año se promulgó otro decreto ordenando la mensura de otras 10 000Has, lindante a la mensura anterior. En dicha sección ya se encontraban habitando las primeras familias suizas.
Luego en 1884, el 5 de diciembre, el gobierno nacional decreta dos nuevas mensuras, hasta completar 40 000 hectáreas. (Libro: Historia y actualidad de Lanteri- Antecedentes,Pag.19. Historia de Las Garzas).
En 1886, por Ley Provincial se creó la Comuna Las Garzas, en cuya extensión se ubicaba el asentamiento de la actual Comuna Lanteri, más precisamente en la Sección VIII (Límite Norte Ruta 97s, Sur límite norte de la Colonia Nacional Pte. Avellaneda, límite Este, Ruta Nacional 11, límite Oeste vías del Ferrocarril General Belgrano).
En 1892, el 25 de noviembre, acogiéndose a las legislaciones vigentes, la firma Portalis Hnos. Federico y Carlos, de Buenos Aires, adquirieron una superficie cercana a las 15 000 hectáreas, estableciendo un casco de estancia y nombraron como su mayordomo administrador a Don Francisco Almenda, y llamaron a dicho establecimiento Establecimiento Agropecuario Fortín Arenales. Los límites de la concesión eran desde el Límite sur de la Colonia Nacional Pte. Nicolás Avellaneda, desde el actual Paraje Flor de oro (anteriormente El Awara) desde las vías del Ferrocarril General Belgrano hasta el Arroyo El Rey, Límite este, las actuales vías del Ferrocarril General Belgrano hasta la Ruta 97/S, límite sur, desde la Ruta 97/S hasta el Arroyo El Rey y límite oeste, el cauce del Arroyo El Rey. (Dicha dimensión es equivalente al 15 km cuadrados, de los 44,6 km cuadrados que abarca en la actualidad la Colonia Fortín Arenales, hoy Lanteri).(Tomo:174/1893-Expd.:004 0,Extr.:0054-Sec.:00001)
En 1893, Domingo Sandrigo e hijos comenzaban sus tareas rurales en la zona, habitando en forma definitiva en 1906, más precisamente un 26 de septiembre y en 1907, se registró la primera cosecha de granos (Lino) y la segunda (Maíz).(Diario Tribuna 1957)
En 1895, la Comisión de Fomento de la Colonia Nacional Presidente Nicolás Avellaneda, solicita sea anexada a su jurisdicción las Colonias Las Garzas (Argentina) y Fortín Arenales (Tomo:235/1895-Expediente:032, Extr.:0000-Sec.:0001)
En 1902, los hermanos Portalis se asociaron a otra empresa, Harteneck, y decidieron colocar a la venta la Estancia Fortín Arenales. Don Froilan Diez pensó en concretar la adquisición de los campos, pero no contaba con la solvencia necesaria e invitó a Juan Lanteri quien tampoco disponía del capital suficiente y así acudieron a su cuñado (de Don Froilan Diez) Don José Buyatti. Entre los tres adquirieron las tierras de Portalis Hnos.

EMPRESA DE MENSAJERIA Y TRANSPORTE de LEONIDAS TRONCOSO
Viajes rapidos y directos disemanales entre Reconquista y Obraje Carrara pasando por Fortin Arenales y Establecimiento Taboada.
Salida de Reconquista, todos los lunes y viernes, a laa 4 p.m.
Regreso, los martes y sabados, a la misma hora.
Tarifas para pasajeros y carga:
-De Reconquista a Fortin A. $3
-A Establacimiento Taboada $4
-A Filandro Lozano 4,5 $
-A L.Morel $5
-A F.Ingaramo 5,50 $
-A F. Carrara $6
Cada pasajero tiene derecho a la conduccion gratis de diez kilos de equipaje, pagando por el excedente 5 centavos por kilo.

La empresa cuenta con un servicio de transporte de carga anexo.
Periodico El Independiente 14 de abril de 1907

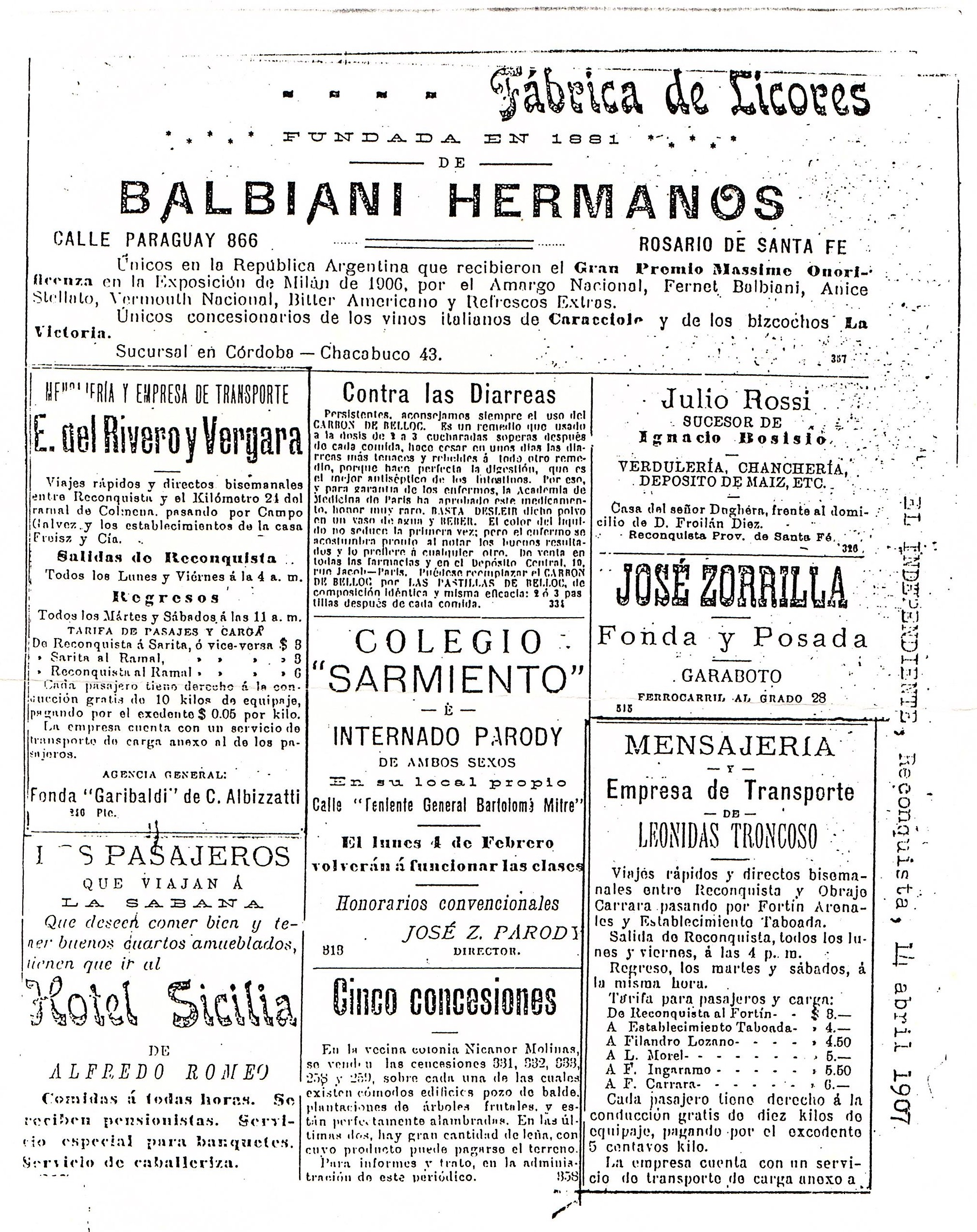
Servicio de Mensajería y Transporte Troncoso

Cuando en el año 1914 la Dirección General del Ferrocarril de Santa Fe, daba cima a su labor, prolongando sus líneas 40 km más al norte de la Ciudad de Reconquista, denominando punto terminal con el nombre Estación El 40, que luego se le adjudicó el nombre de Estación Lanteri, debido a la obra realizada por los hermanos del mismo apellido, quien con visión clara y espíritu resolutivo se habían adelantado a los hechos por venir, adquiriendo un par de años antes un bastó sector del territorio en el lugar, fundando un establecimiento ganadero, que pretendía ser de la categoría de un establecimiento modelo en su género, mediante el refinado y mestización del ganado.
En efecto los hermanos Juan, Santiago, Antonio y Pedro Lanteri; que constituían una sociedad comercial sólida en la Ciudad de Reconquista, atendiendo una casa de ramos generales y acopio de cereales, expandieron sus actividades 8 leguas al norte del Departamento General Obligado, y al darles destino a las tierras que disponían, las dividieron en lotes y parcelas entregándolas para su explotación integral a arrendatarios y medieros, todos agricultores quienes ayudados por sus familias, comenzaron a cultivarlas, siempre bajo la fe y esperanza de estar protegidos por un medio permanente, rápido y seguro de transporte, como el ferrocarril, que les permitía embarcar los granos con destinos a mercados que los disputaban.
Mientras de este modo intensificaban la agricultura y garantizaban el bienestar a un número elevados de pobladores, los hermanos Lanteri se reservaban para sí la explotación del establecimiento ganadero y una nueva casa de negocios que era una apéndice, sucursal o continuación de la que tenían en la Ciudad de Reconquista.
Más al norte, estaba enclavado otro establecimiento importante de varias leguas de extensión, propiedad del Señor Antonio Taboada, hombre de gran visión, que sumó su esfuerzo al de los demás, explotando en forma radical e intensa, la ganadería, la agricultura y el bosque (15 km cuadrados de toda la extensión de su estancia, quedaron en jurisdicción del actual municipio).
Al entrar en actividad en ferrocarril y quedar inaugurado un servicio regular de trenes, tanto de pasajero como de carga, sobrevino la primera conflagración/Guerra Mundial(1914-1918), que tomo a este lugar completamente virgen, amparado por grandes posibilidades y probabilidades, lo que hizo que se intensificara la comercialización de granos, rollizos, leña y carbón.
Este hecho coincidente con numerosos factores favorables, aumentó la disposición de trabajo en la zona, emulando a las fuentes de la economía, ensanchando cada vez más el número de pobladores.
En el periodo que va de 1914 a 1957, la Comunidad de Lanteri tuvo sus alternativas, horas prosperas, de decadencias, pero manteniendo siempre intacto el sentimiento pródigo para las nuevas realizaciones y experimentaciones.  
Implantando el cultivo de algodón como base principal de las actividades agrícolas, desapareció prevención o temor, de aquellos periodos de ensayos y sondeo para entrar en el camino del éxito definitivo.
Indudablemente que el origen de esta rica colonia y su existencia, no arranca del día mismo en que llegó allí el ferrocarril y se dispuso de un nombre para distinguirla. Proviene de más lejos y dentro de sus perímetros han acampado en el siglo XIX y comienzos del XX (más precisamente el 26 de septiembre de 1906) colonos que son en esencia los verdaderos fundadores y primeros pobladores de la Comuna Lanteri. Los hermanos Sandrigo, una familia numerosa, fueron quienes poblaron la parte este de Lanteri. Se recuerda que Domingo Sandrigo (tío) y Valentín Sandrigo (sobrino) son los precursores de este lugar.

## La Familia Sandrigo "Los Primeros Pobladores"

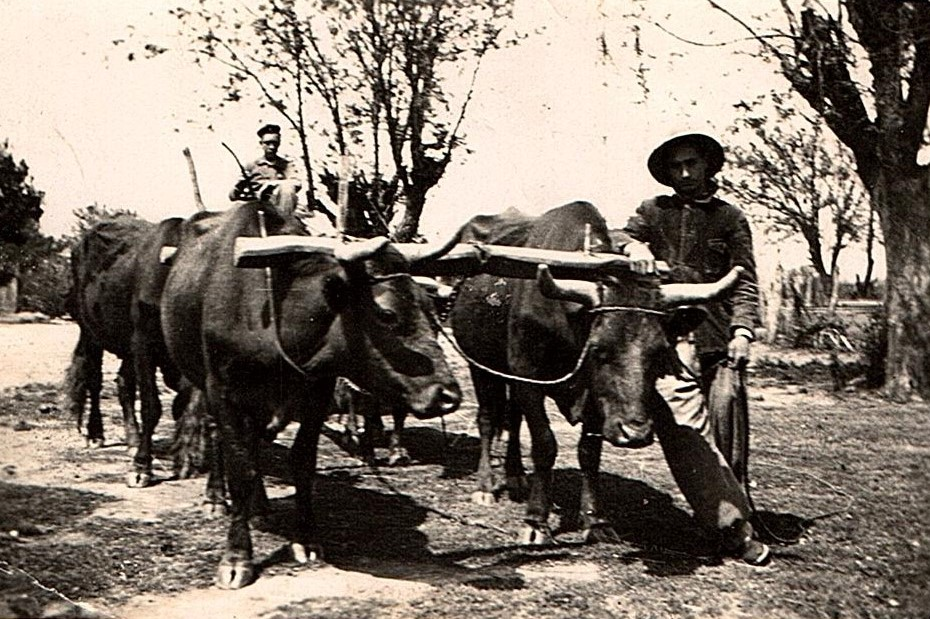
Establecimiento Agrícola-Ganadero "San Jorge", trabajos con bueyes

Domingo Sandrigo (tío) y Valentín Sandrigo (Sobrino), conocieron esta región por primera vez el año 1893, sus padres estaban radicados en lo que hoy es Colonia El Timbó. Era casi un niño. Desde entonces la visitaba frecuentemente y se detenía periodo más o menos largo de tiempo para realizar trabajos compatibles con las tareas rurales.
El 26 de septiembre de 1906, acampo con su sobrino Valentín Sandrigo, hijo de su hermano José Sandrigo, tenían por encargo cortar postes encomendados por el propietario del campo en aquel entonces don Máximo Micheloud, en lo que más tarde habría de convertirse en el centro neurológico de la Estación El 40`, más tarde denominada Estación Lanteri.

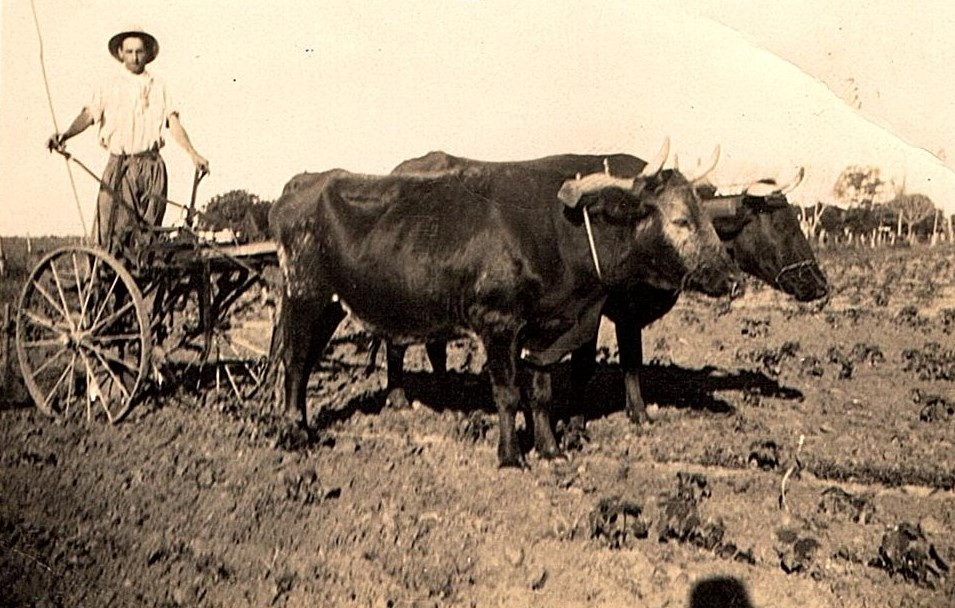
Establecimiento Agrícola-Ganadero "San Jorge", Trabajos con bueyes

Venía a elaborar postes. Levantaron un rancho en pleno monte, no muy lejos de donde merodeaban los últimos indios cuyo éxodo al norte buscando lugares más propicios para sus correrías aviase. Abundaban también los tigres que frecuentemente hacían presas de su feracidad e instintos sanguinarios a sus caballos de montar y animales de trabajo.
No obstante estar en la iniciación de la primavera, la atmósfera era pesada y los soles fuertes. No llovía y la tierra se agrietaba, formando cangrejales. Tábanos, mosquitos, jejenes, polvorines, sabandijas de todo género, completaban el cuadro de atroz desolación.

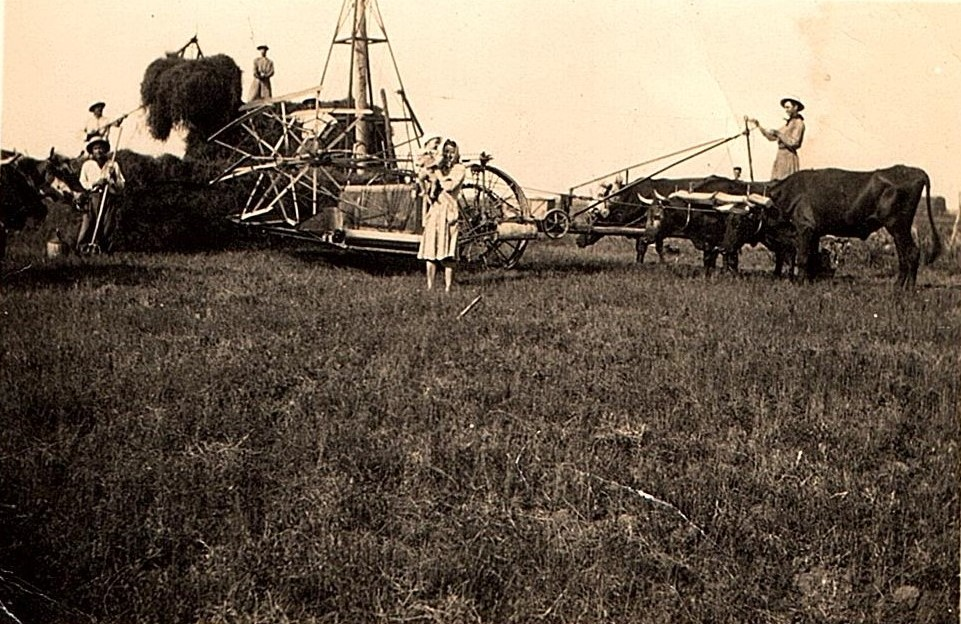
Establecimiento Agricola-Ganadero "San Jorge", cosecha de lino

Ante el imperativo de la sed, cobrando fuerza de flaqueza, agudizando el intestino, se amañaron para destilar ese barro y sacar de él, el líquido imprescindible. 
Los víveres, gracias a la abundancia de presas de cazas codiciadas y valiosas abundaban. Faltaba agua.
En el año 1907 comenzaron las tareas agrícolas bajo la condición de arrendatarios, obteniendo la primera cosecha de lino en el año 1908. Los trabajadores levantaban en aquel entonces la primera casa, que albergó a quienes labraban la tierra, ubicado donde fue más tarde la casa de Ángel Sandrigo y familia.

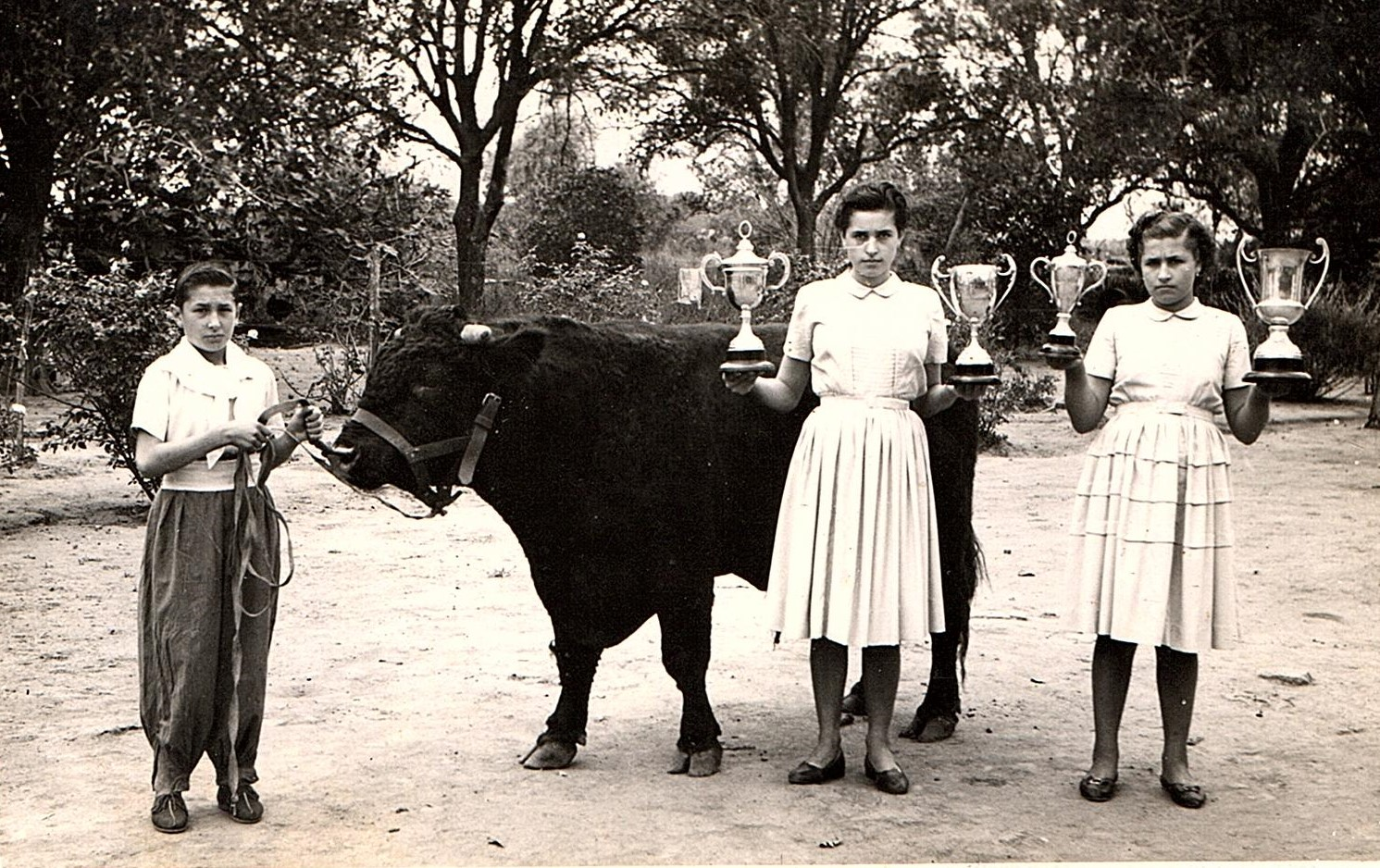
Establecimiento Agricola-Ganadero "San Jorge", PEBETE, toro shorthorn campeón S.R.A. (Posan Nelci, Jorge y Edelma, hijos de Ernesto D. Sandrigo)

Don Domingo Sandrigo, tras un enorme esfuerzo y las buenas cosechas logradas en esos años (1907-1908), luego de actuar como colono arrendatario, si hizo propietario de 500 hectáreas de tierras que ocupaban pertenecientes a Máximo Micheloud. El 16 de junio de 1909 firmó boleto de compraventa y el 24 de septiembre del mismo año se realizaba la escrituración. Estas fueron adjudicadas a José, Ángel, Eugenio, Ana de Barbora de Sandrigo e Hijos, Domingo y Luis Sandrigo.

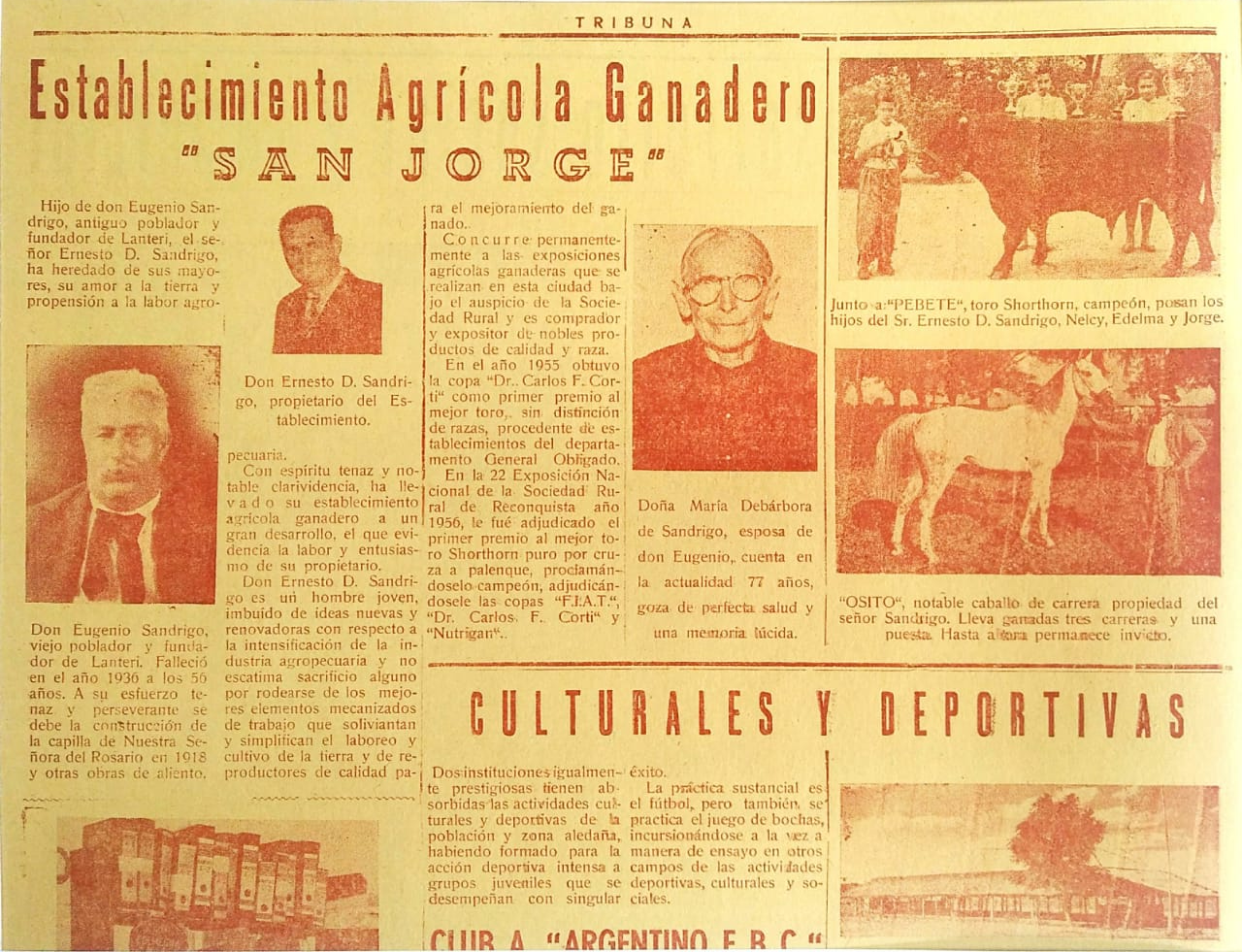
Diario Tribuna 1957

Finalmente, abandonando y vendiendo lo que anteriormente poseían, el 10 de noviembre de 1910 comenzó el pequeño éxodo de estas seis familias desde Colonia El Timbo y Avellaneda (Santa Fe) a su definitivo asiento en la Sección 
Octava de las Colonia Las Garzas (Argentina), donde más tarde se constituiría la Comuna Lanteri el 22 de abril de 1926, por Decreto del Gobernador de la Provincia de Santa Fe, por aquel entonces el Sr. Ricardo Aldao, quien nombró como Presidente de la Comisión de Fomento de la Comuna Lanteri a Domingo E. Sandrigo. (ver Familia Sandrigo)  

## La Comisión de Fomento
El 22 de abril de 1926, el Gobernador por la Provincia de Santa Fe, el Sr. Ricardo Aldao daba a conocer un Decreto que refrendaba el Ministerio de Instrucción Pública y Fomento, a través de su ministro en Doctor Luis Ma. Urdeñiz, creando la Comisión de Fomento de la Comuna de Lanteri y con fecha 23 de abril de 1926, producía otro Decreto que designaba a los Sres. Domingo E. Sandrigo, Arturo Maltby y José Schlatter, para constituir 

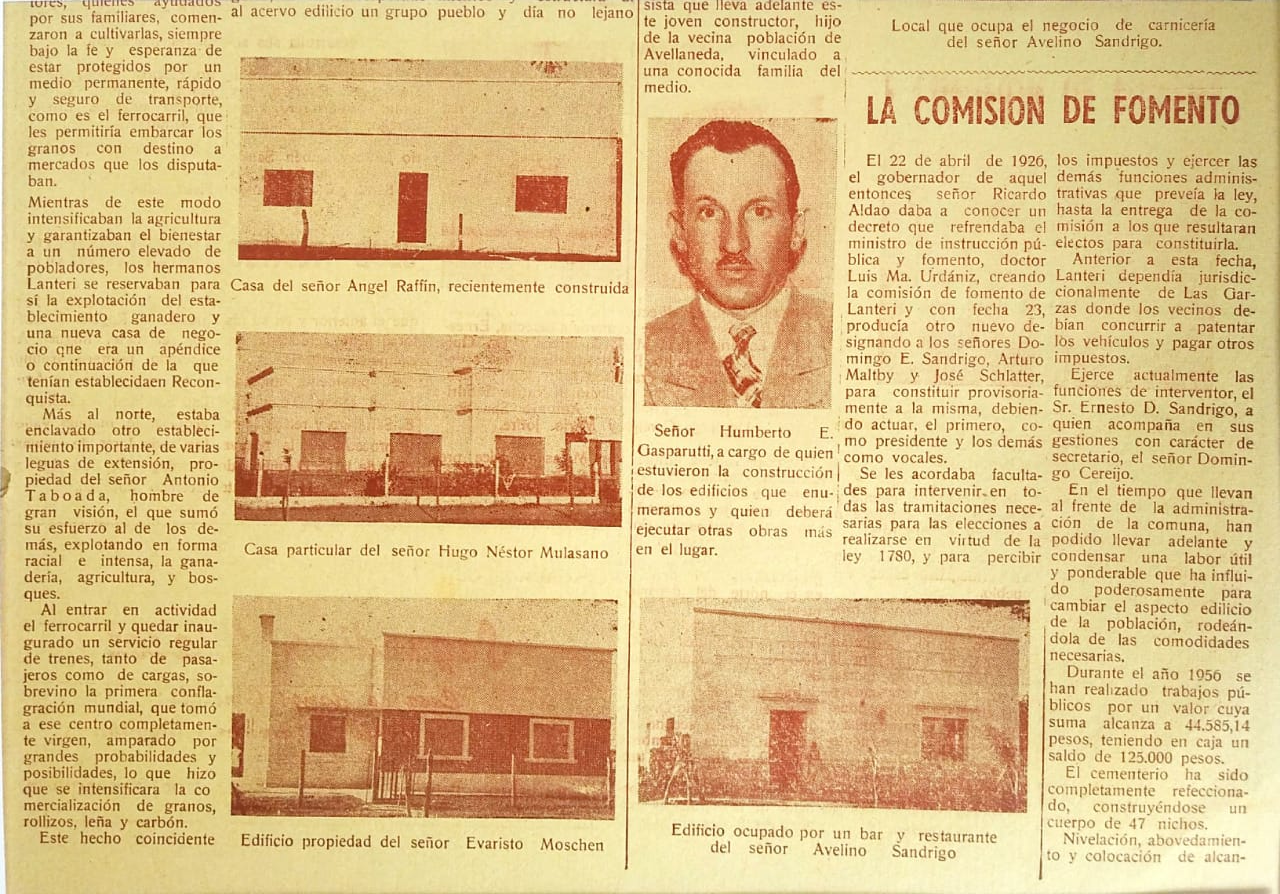
Diario Tribuna 1957 "Comision de Fomento"

a la misma, debiendo actuar, el primero (Domingo E. Sandrigo)como Presidente de la Comuna y los demás (Arturo Maltby y José Schlatter)como vocales.
Se les acordaba facultades para intervenir en todas las tramitaciones necesarias para las elecciones a realizarse en virtud de la Ley 1870, y para percibir los impuestos y ejercer las demás funciones administrativas que preveía la ley hasta la entrega de la comisión a los que resultaran electos para constituirla.
Anterior a esta fecha (22/04/1926) Lanteri dependía de la jurisdicción del Distrito de Las Garzas (Argentina), donde los vecinos debían concurrir a patentar los vehículos y pagar otros impuestos.

## Cronología de Hechos de la Comuna de Lanteri
1906 = Llegan el 26 de septiembre los primeros pobladores: Valentín Sandrigo y Domingo Sandrigo.
Don Domingo Sandrigo luego de actuar como arrendatario, se hizo propietario de las tierras que ocupaba. El 16 de junio de 1909 firmó boleto compraventa y el 24 de septiembre del mismo año se realizaba la escrituración.
1906 = Se construye el primer pozo para la extracción de agua. Construido por Domingo Sandrigo y su sobrino Valentín Sandrigo.
1907/8 = Se obtiene la primera cosecha agrícola en las tierras trabajadas por la familia Sandrigo. Primero se obtiene una cosecha de Lino y luego se sembró Maíz.
1913 = Llaga después de años de trabajo el ferrocarril al pequeño asentamiento en la Sección Octava de las Colonaza las Garzas; conocida como Estación el 40 (Debido a la distancia que había desde dicho asentamiento a la estación de la Ciudad de Reconquista).
1913 = Ricardo Taboada de dedica a la explotación forestal
1913-1914 = Funciona una escuela provincial, el maestro era Fabriciano Chaz (Alemán).
1918 = El 2 de octubre se inaugura la Capilla Nuestra Señora del Rosario.
1919 = Un grupo de vecinos pide por la construcción del actual puente “La Británica”.
1921 = Se inaugura la Escuela Nacional N.º 215 Directora Elisa F. de Joffre.
1923 = el 19 de febrero se realiza en la Casa de Eugenio Sandrigo, el Padre Celso Milanessio, llegó desde San Antonio de Obligado para ayudar periódicamente a los Sacerdotes de Avellaneda, labor que no abandonaría hasta el final. El día que llegó bautizo en su casa a la niñita ANICIA ELSA SANDRIGO cuyos padres eran Eugenio Sandrigo y María Debarbora, quienes como a los otros Sacerdotes hospedaron en su casa por muchos años, le daba el desayuno, cena y de dormir, la última pieza donde dormían se conserva tal cual hoy. El Padres Celso venía con la mensajería hasta Las Garzas, lo acompañaba siempre algunos y entre ellos, Carlos Tonzer, Paulo de Paúl y otros. Las misas se celebraban el segundo domingo de cada mes.
1924 =Se realiza la primera inspección de la Estafeta Postal, que según versiones comenzó a funcionar el ferrocarril.
1925 = Se crea la escuela del actual paraje “Estancia Bonazzola”.
1926 = Creación de la COMISIÓN DE FOMENTO. El 22 de abril de 1926 el gobernador por aquel entonces Sr. RICARDO ALDAO daba a conocer un decreto que refrendaba el MINISTRO DE INSTRUCCIÓN PUBLICA Y FOMENTO, doctor LUIS MA. URDÁNIZ, creando la Comisión de Fomento de General Arenales (Lanteri) y con fecha 23, producía otro nuevo decreto designando a los señores Ernesto Sandrigo, Arturo Maltby y José Schlatter, para construir provisoriamente a la misma, debiendo actuar, el primero (Domingo E. Sandrigo) como presidente y los demás (Maltby y Schlatter) como vocales. 
Se les acordaba facultades para intervenir en todas las tramitaciones necesarias para las elecciones a realizarse en virtud de la Ley 1.780, y para percibir los impuestos y ejercer las demás funciones administrativas que preveía la ley hasta la entrega de la comisión a los que resultaran electos para constituirla. 
Anterior a esta fecha Lanteri dependía jurisdiccionalmente de Las Garzas donde los vecinos debían concurrir a patentar los vehículos y pagar otros impuestos.
1935 = Creación de la Escuela de Fortín Arenales.
1940 = Primer Médico; Dr. Benjamín Garfingel.
1942 = Se inaugura el Hospital Rural N.º 6.
1946 = Los señores Antonio Guillaumet y Emilio Roque Agustini constituía una sociedad comercial para la explotación integral de bosques, elaboración de rollizos, leña y carbón. Trabajaban intensamente en la elaboración de estos productos que colocaban en los merados de Buenos Aires, Rosario y Santa Fe.
Ellos contribuían, junto con el señor Abraham Fridman, a mantener lo que fue característica esencial de Lanteri en la época de su iniciación y que le diera tanto renombre y valimiento: “EXPLOTACION E INDUSTRIALIZACION INMEDIATA DE LOS BOSQUES”.
1947 = Creación del Club Argentino Lanteri. Cuyo primer presidente fue Ernesto D. Sandrigo.
1948 = Creación de la Escuela La Británica.
1949 = Se solicita la aprobación del Plano del Pueblo.
1950 = El Departamento Topográfico devuelve el Plano del Pueblo sin su aprobación.
1954 = 31 de enero se creó la Parroquia de Lanteri, siendo su primer Cura Párroco el Padre Mario Greca, quien trabajó hasta junio de 1965.
1956 = Inauguran la Sucursal N.º 3 de la Unión Agrícola de Avellaneda.
1957 = Inauguran el 7 de abril el Colegio Nuestra Señora de Fátima.
1957 = Se solicita nuevamente la aprobación del plano del pueblo.
1958 = El Agrimensor Amadeo Ferrecio eleva el plano al Departamento Topográfico para su aprobación.
1959 = Creación de la Escuela Siete Provincia.
1961= El 20 de enero por Decreto N.º 437 aprueban en trazado y urbanización del pueblo.
1965 = 20 de junio fue Párroco el Padre Ernesto Sponton, quien falleció el 9 de septiembre de 1972, hasta el 24 de febrero de 1978, la Parroquia se mantuvo sin Párroco. Misionaron en este periodo los Padres Efrén Agretti y Tomas Spanghero de Reconquista, el Padre Armando Faccioli de Arroyo Ceibal y otros de Avellaneda.
1968 = Comienza a funcionar la Usina Eléctrica.
1970 = Comienza a funcionar el 16 de marzo el Colegio Secundario N.º 306 “José Pedroni”.
1978 = 25 de febrero, el Padre Pablo Dugast vino desde Francia y quedó en la Comuna de Lanteri hasta febrero de 1983.
1983 = 15 de marzo al mes de febrero de 1986 estuvo a cargo de la Parroquia Nuestra Señora del Rosario el Padre César García.
1986 = 28 de febrero estuvo a cargo de la Parroquia Nuestra Señora del Rosario en Padre Bienvenido Yacussi.
2005 = 15 de octubre, finaliza el concurso “LA BANDERA DE MI PUEBLO”, siendo el ganador como diseñador de la Bandera de la Comuna de Lanteri, Javier José Sandrigo.

## Parajes
- Lanteri 2226 habitantes (Indec, 2010)
- Lanteri: Nombre de la capital del distrito
- Parajes 
  - Campo Bonazzola:

En dicho paraje se localiza la Escuela Primaria n.º467 "Florentino Ameghino", creada en 1925. Comenzó ha funcionar en un edificio alquilado al Sr. Antonio Taboada, el cual luego pasó a ser propiedad de la sucesión de Luis Bonazzola. 
- - Flor de Oro:

El origen de se remonta a la llegada del Ferrocarril Santa Fe Cargas en 1913 (discusión de la fecha ), donde primero se denominó al nombre de la estación Aguara, luego cambiado al actual Flor de Oro en homenaje a los primeros empleados de la estación que, admirados por la naturaleza de las flores de los aromos, lo bautizaron "Flor de Oro". 
- - Fortín Arenales:
  - 7 Provincias:
  - La Británica:
  - Las Taperitas:

## Parroquias de la Iglesia católica en Lanteri
| Diócesis  | Reconquista                |
| --------- | -------------------------- |
| Parroquia | Nuestra Señora del Rosario |